# سعید شاملو
سعید شاملو (انگلیسی: Saeed Shamloo) ، (زادهٔ ۱۳۰۸ ملایر، درگذشتهٔ ۱۰ دی ۱۳۸۳) مشهور به  سعید شاملو دکتر روانشناس و استاد دانشگاه ایرانی است. سعید شاملو بنیانگذار روانشناسی بالینی در ایران است.

## زندگی
پس از طی دوران دبستان و دبیرستان برای ادامهٔ تحصیل به کشور آمریکا رفت. در آنجا در دانشگاه جورج واشنگتن، دانشگاه ایالتی واشنگتن و دانشگاه ایلی نویز به دریافت درجات کارشناسی، کارشناسی ارشد و دکتری در روانشناسی بالینی و فوق دکتری در روان درمانی نایل آمد. سپس در آمریکا دو سال با سمت استادیاری به تدریس پرداخت و نیز در بخش روانپزشکی بیمارستان ایلی نویز به عنوان روانشناس بالینی بخش، به فعالیت پرداخت.
پس از بازگشت به ایران، از سال ۱۳۴۰ تا ۱۳۴۲ در دانشکده پزشکی شهید بهشتی (دانشگاه ملی ایران) به تدریس و تحقیق و فعالیت بالینی پرداخت. از سال ۱۳۴۲ تا ۱۳۷۳ در دانشگاه تهران، سپس دانشگاه علوم پزشکی تهران با سمت‌های استادیاری، دانشیاری و استادی به تدریس و تحقیق و ارائه خدمات بالینی اشتغال داشت. در سال ۱۳۷۳، گروه روانشناسی دانشگاه علوم بهزیستی و توان بخشی را تأسیس کرد و از آن سال استادی و مدیریت همان گروه را بر عهده داشت. ریاست در جلسات اخیر پنجمین هیئت مدیرهٔ انجمن روانشناسی ایران از جمله کارهای او است.
وی بانی تجدید حیات انجمن روانشناسی ایران بوده و در دوره‌های اول، دوم و پنجم ریاست هیئت مدیره انجمن را نیز بر عهده داشت. وی همچنین از پیشگامان طراحی سازمان نظام روانشناسی بود.
یک هفته پس از برگزاری دومین کنگره بین‌المللی روان‌درمانی در شرق پس از برگزاری این کنگره بین‌المللی دچار حمله قلبی شد.  شاملو بلافاصله پس از ترخیص از بیمارستان و با وجود توصیهٔ پزشک معالج مبنی براستراحت، به دانشگاه رفت تا به امور جاری گروه، دانشجویان و انجمن روانشناسی ایران رسیدگی کند. چند روز پس از مراجعت به دانشگاه بار دیگر دچار حمله قلبی شد و از آن پس در بیمارستان بستری بود تا سرانجام در صبح‌گاه روز دهم دی‌ماه ۱۳۸۳ درگذشت و روز یازدهم دی‌ماه در قطعهٔ هنرمندان بهشت‌زهرا تهران به خاک سپرده شد.

## فعالیت‌ها
سعید شاملو در کنار تألیف و ترجمهٔ کتاب، بیش از یکصد مقالهٔ نظری و پژوهشی در زمینهٔ روانشناسی تألیف کرده‌است. همچنین اولین کلینیک مرکز مشاوره و راهنمایی را در سال ۱۳۴۴ در دانشگاه تهران تأسیس و اولین دورهٔ فوق لیسانس و دکترای روانشناسی بالینی را در ایران راه‌اندازی کرد.
برگزاری دومین کنگرهٔ بین‌المللی روان‌درمانی در شرق و گفتگوی بین تمدنها که بیش از ۶۰ مهمان از تمام قاره‌های جهان در آن شرکت داشته‌اند، برجسته‌ترین فعالیت علمی  شاملو در اواخر عمر بود. همچنین ریاست و سمت دبیر کمیته علمی این کنگره را بر عهدهٔ وی بود.

## جوایز و افتخارات
- کتاب «مطالعه کیفیت زندگی، ادراک بیماری و سبک‌های دلبستگی بیماران سالمند مبتلا به دیابت» تألیف: دکتر سعید شاملو، دکتر پریرخ دادستان دکتر حمیده جهانگیری، دکتر علیرضا نوروزی، دکتر هاراطون داویدیان، و دکتر میرتقی گروسی فرشی، و دکتر حیدرعلی هومن، برگزیده سومین دوره جایزه کتاب فصل (زمستان 1386) )

## فهرست کتاب‌ها
(ترجمه و تألیف)
- بهداشت روانی
- روان‌شناسی بالینی
- مطالعه کیفیت زندگی، ادراک بیماری و سبک‌های دلبستگی بیماران سالمند مبتلا به دیابت چاپ دوم. دکتر پریرخ دادستان، دکتر حمیده جهانگیری، دکتر علیرضا نوروزی، دکتر هاراطون داویدیان، و دکتر میرتقی گروسی فرشی، و دکتر حیدرعلی هومن، تهران: انتشارات البرز فردانش.(۱۳۸۳)
- ۱۳۸۳ مطالعه کیفیت زندگی، ادراک بیماری و سبک‌های دلبستگی بیماران سالمند مبتلا به دیابت چاپ اول. دکتر پریرخ دادستان، دکتر حمیده جهانگیری، دکتر علیرضا نوروزی، دکتر هاراطون داویدیان، و دکتر میرتقی گروسی فرشی، و دکتر حیدرعلی هومن، تهران: انتشارات البرز فرجاد.(۱۳۸۳)
- روش‌های نو در روان کاوی
- کاربرد روان درمانی
- مکاتب و نظریه‌های شخصیت
- آسیب‌شناسی روانی
- روش تهیه شرح حال
- مصاحبه تشخیصی
- تاریخ علم روان‌شناسی
- روان درمانی کودک
- شخصیت ایرانی (ناتمام)

- Clinical Psychiatry: Psychotherapy Topics  (2 Volumes), Detre, Thomas P.; Shamloo, Saeed; Jahangiri, Hamideh; volume 1 [۳] volume 2 [۴]

## سمت‌ها
- بانی تجدید حیات و رئیس چند دوره از هیئت مدیره انجمن روانشناسی ایران
- عضو آکادمی علوم نیویورک از سال ۱۹۷۶
- عضو انجمن روانشناسی آمریکا (APA) از سال ۱۹۷۰
- عضو انجمن روان‌درمانی آمریکا از سال ۱۹۷۲
- عضو انجمن هیپنوتیست‌های آزمایشگاهی از سال ۱۹۶۷
- عضو مشاوره در هیئت تحریه دائرةالمعارف بین‌المللی روان کاوی، روان پزشکی، اعصاب و روان‌شناسی از سال ۱۹۷۳